# We Have Our Moments
We Have Our Moments is een Amerikaanse filmkomedie uit 1937 onder regie van Alfred L. Werker. Destijds werd de film in Nederland uitgebracht onder de titel De bruid neemt vacantie.

## Verhaal
Drie criminelen reizen per boot naar Europa met een buit van 100.000 dollar. Detective John Wade zit hen op de hielen. De drie schurken verbergen het geld in een koffer van de lerares Mary Smith. De detective wordt tijdens de reis verliefd op Mary.

## Rolverdeling
| Acteur           | Personage                |
| ---------------- | ------------------------ |
| Sally Eilers     | Mary Smith               |
| James Dunn       | John Wade                |
| Mischa Auer      | Kapitein Enrico Mussetti |
| Thurston Hall    | Frank Rutherford         |
| David Niven      | Joe Gilling              |
| Warren Hymer     | Smacksey                 |
| Marjorie Gateson | Mevrouw Rutherford       |
| Grady Sutton     | Clem Porter              |
| Joyce Compton    | Carrie                   |